# けんみんテレビニュースアイ
『けんみんテレビニュースアイ』は、1987年10月19日から1989年3月31日まで静岡県民放送（けんみんテレビ・SKT、現：静岡朝日テレビ・SATV）で放送されたニュース番組である。
1989年4月、それまで19:20から放送されていた『ニュースシャトル』が18:00開始になるのに伴い、ローカルニュースが同番組に内包されることになり、番組は終了。1980年4月以来続いた17時台のローカルニュースは、18時台へ移動することになった。

## キャスター
- 渡邊哲夫（当時SKTアナウンサー）
- 新貝雪子（当時SKTアナウンサー）

## 放送時間
- 月曜日 - 金曜日 17:30 - 18:00（1987年10月19日 - 1989年3月31日）